# Harmelen
Harmelen est un village situé dans la commune néerlandaise de Woerden, dans la province d'Utrecht. Le 1er janvier 2008, le village comptait 8 339 habitants.

## Histoire
Les frontières de la commune de Harmelen ont souvent été modifiées au cours du XIXe siècle :
- De 1812 à 1817, les communes de Teckop et Indijk ont été rattachées à Harmelen. Ainsi, la commune était-elle située en deux provinces (Utrecht et Hollande-Méridionale) du 19 septembre 1814 jusqu'au 1er avril 1817.
- De 1812 à 1818, les communes de Gerverskop et Veldhuizen ont été rattachées à Harmelen.
- Le 13 janvier 1821, la commune d'Indijk est rattachée à Harmelen.
- Le 8 septembre 1857, la commune de Gerverskop est rattachée à Harmelen.

Harmelen a été une commune indépendante jusqu'au 1er janvier 2001, date de son rattachement à Woerden.

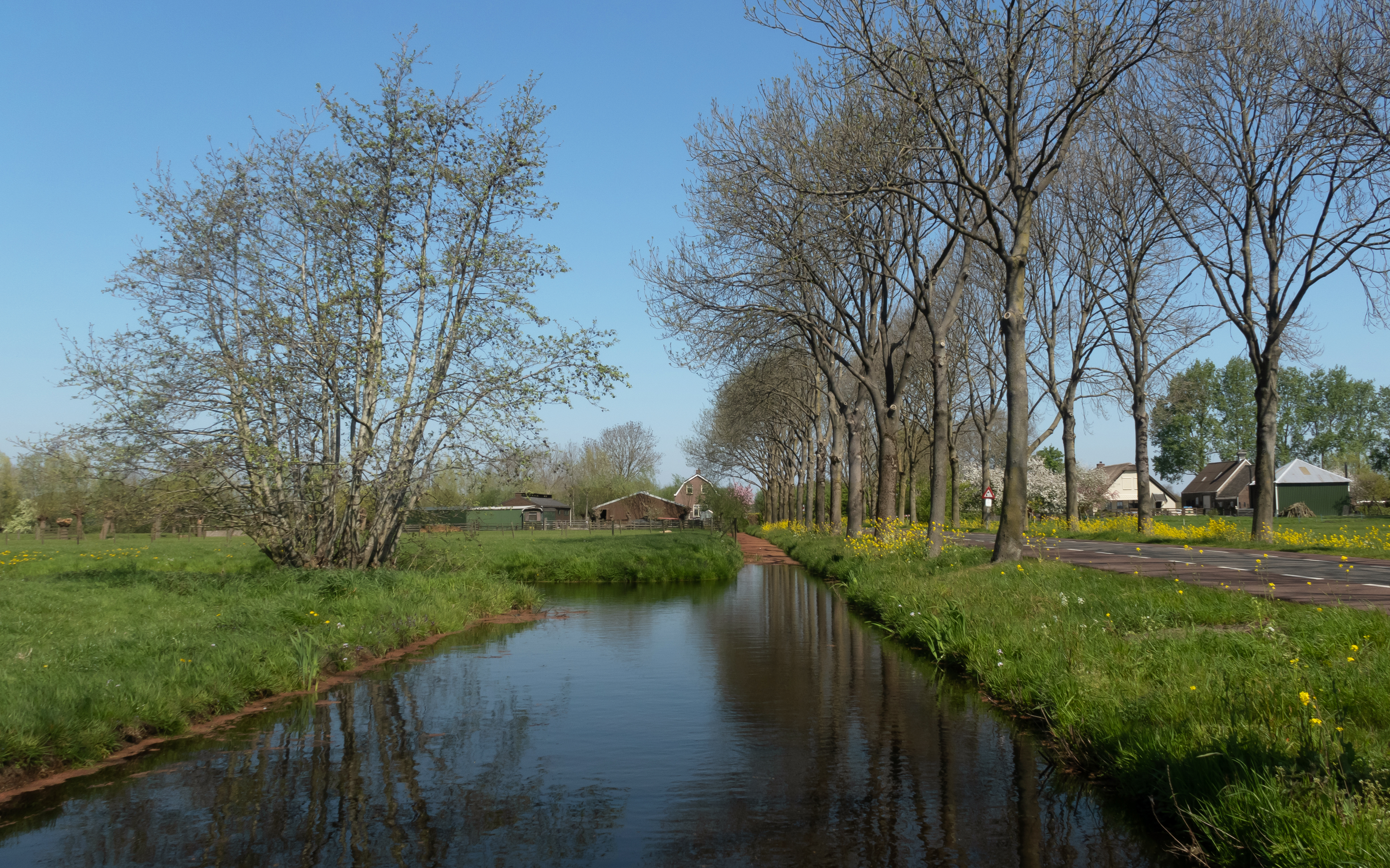
Harmelen, vue dans le polder sur le Blindeweg